# Panorama de Barker
Els panorames de Barker són unes pintures circulars de gran grandària que permeten veure una imatge en 360°. Van ser inventades en 1787 per Robert Barker (1739 – 1806), un pintor irlandès de retrats poc conegut. Dos anys més tard, exhibeix a Londres el seu primer Panorama d'una vista d'Edimburg la qual no té èxit. No obstant, no abandona i en 1794, inaugura una sala a Londres que fins al seu tancament, el 12 de desembre de 1863, funciona amb molt d'èxit. La paraula «Panorama» procedeix del grec pan i horama ('visió global'). Es considera al Panorama com l'antecedent dels mitjans de comunicació i de la realitat virtual.
A partir del segle xix el Panorama o formes relacionades d'il·lusionisme visual es converteix en una forma d'entreteniment a Europa i a les ciutats americanes. Aquest tipus de representació és el resultat d'un canvi fonamental sobre la forma de percebre el món. A partir d'aquest moment, l'espectador, en estar al centre, pot controlar tot el que l'envolta.
Aquestes pintures panoràmiques es trobaven habitualment a un edifici circular especial. Per veure-les, els espectadors entraven per un túnel per situar-se en una zona o plataforma circular. D'aquesta manera, estaven envoltats per la pintura i imaginaven que formaven part del paisatge. El Panorama representava tota mena d'escenes i, en ser un element nou distintiu, el públic quedava molt impressionat i tenia la sensació de veure alguna cosa real. En aquesta època, es va convertir en la il·lusió visual més creïble que s'havia vist mai.

## Un començament difícil
Es diu que Barker es va inspirar caminant per Calton Hill, un turó d'Edimburg en la qual es pot apreciar una vista impressionant de 360° de la ciutat. En observar aquest paisatge, troba una forma de plasmar el que veu en una pintura que permet captar una imatge exacta del que estava veient, sense cap marc al voltant i així oferir una visió panoràmica. El 19 de juliol de 1787, pinta el seu primer panorama que nomenarà la “naturalesa d'un cop d'ull”. Encara que planejava col·locar-lo en un edifici circular que permetés veure la imatge completa (360°), ho estrena en el seu propi pis on no aconsegueix una vista sencera de la imatge sinó que, únicament, es veu una visió semicircular que no té molt d'èxit.

## Un segon intent
Malgrat el fracàs d'aquest primer intent Barker decideix realitzar un segon intent amb el seu fill Henry Aston Barker. Aquesta vegada decideixen plasmar la vista de Londres des d'Albion Mills. Pengen el panorama en un edifici que, encara que no tingués totes les qualitats que es necessitaven, permet fer descobrir al públic aquesta nova forma de veure. Aconsegueixen per fi guanyar fama gràcies a la il·lusió òptica que produeix els 360° i això permet a Barker reunir la quantitat de diners suficients per construir un edifici específic per als panorames. Encarreguen llavors a l'arquitecte Robert Mitchell la construcció d'aquest edifici que se situarà en Leicester Square. Decideixen construir dos pisos (27,4 metres de diàmetre i 17,3 metres d'altura) amb una rotonda en cadascun per així presentar dos panorames al mateix temps, un de 10.000 metres quadrats i l'altre de 2.700 metres quadrats. Les dues plataformes circulars d'observació es construeixen al voltant d'una columna central de manera que, el sòl de la superior limita la visió de la inferior. La teulada era de vidre per poder observar els panorames a plena llum del dia. Per donar un efecte encara més impressionant, Mitchell decideix fer un passadís fosc per arribar al panorama completament il·luminat.

## Els anys d'èxit
A partir d'aquest moment, el seu invent té un èxit increïble, i la paraula “panorama” està en boca de tots. Cada vegada més persones venen a veure aquestes pintures que els permet viatjar sense moure's. En 1792, The times parla de la nova invenció, no per les seves dimensions impressionants sinó per la il·lusió que li produeix a l'espectador. L'espectador se situava al centre de l'escena podent així observar tot al seu voltant, podent veure el que vol veure.
A partir de 1800 tornant-se cada vegada més famós, la gent es reunia per veure aquestes pintures gegantines que representaven escenes de tota mena: Batalles, naturalesa, ciutats, llocs exòtics…
El 8 d'abril de 1806 mor Robert Barker i el seu fill, Henry Barker decideix continuar amb el negoci familiar. No obstant això, a poc a poc comença a aparèixer la concurrència amb pintors com Robert Ker Porter, Thomas Girtin o John Bufford que comencen a realitzar panorames i a exposar-los amb èxit. En 1827, apareix un nou edifici creat pel pintor Thomas Hornor que augmentarà la competència amb Barker. Malgrat això, aquest segueix presentant una gran quantitat de panorames arribant fins i tot a crear quatre panorames l'any.

## Un fenomen internacional
Veient l'èxit que tenien a Anglaterra, altres pintors comencen a crear els seus propis panorames. El primer a fer un panorama fora d'Anglaterra va ser Pierre Prevost, un pintor francès que acabarà convertint-se en el pintor de panorames més famós de França.
A poc a poc han aparegut nous panorames i còpies al voltant del món. A mesura que passaven els anys, han evolucionat fins a la invenció d'un panorama giratori per John Banvard. Aquest invent va impressionar encara més als espectadors, ja que podien observar una imatge giratòria que semblava explicar una història. Es tracta de l'antecedent de les imatges en moviment. D'aquesta manera, els espectadors podien presenciar una tempesta o una batalla que semblava encara més real que amb els panorames immòbils. Els panorames van anar guanyant cada vegada més importància i, fins i tot, es va arribar a instal·lar un panorama en l'Exposició Universal de Barcelona en 1888 a plaça Catalunya, on van representar la batalla de Waterloo.

## Desaparició progressiva
De mica en mica, no obstant això, l'èxit es va anar dissipant i el panorama es va convertir en alguna cosa antiga i poc impressionant. L'edifici en Leicester Square va tancar en 1863 i aquesta forma d'entreteniment va desaparèixer completament amb l'arribada de les imatges en moviment.
Encara que va tenir un èxit indiscutible, el panorama de Barker també va sofrir nombroses crítiques. Molts criticaven que els panorames podien ser entesos per qualsevol i no feia falta cap estudi anterior. Consideraven que les persones que apreciaven els panorames tenien gustos vulgars i que aquests no eren altra cosa que una decepció.

## Font d'inspiració per a nous invents
El panorama va tenir tant èxit que va inspirar molts més invents posteriors com poden ser el Diorama, Cosmorama, Noctorama, Giorama, Ciclorama, Betaniorama, Physiorama, Nausorama, Udorama, Paleorama, Pleorama, Kineorama, Georama, Caricaturama i Navalororama.
A més, es considera al panorama com l'antecedent del cinema, ja que era el més semblant al que ara coneixem com una pel·lícula de cinema. Les imatges en moviment encara no havien aparegut i poder veure escenes tan realistes era alguna cosa impressionant per als espectadors de l'època. Encara que pocs coneixen l'existència dels panorames, el cinema s'inspira d'ells constantment amb les panoràmiques. També es diu que es tracta del pioner dels noticiaris de les sales de projecció cinematogràfiques. Aquests van existir en els inicis del cinema, quan a les sales de projecció, abans de començar la pel·lícula, projectaven notícies. Aquestes notícies s'inspiraven dels panorames, ja que aquests, a mesura que van anar evolucionant, representaven cada vegada més notícies actuals, permetent així reproduir una batalla tres mesos després d'aquesta.